# Sborové studio Zvoneček – Praha
Sborové studio Zvoneček – Praha vzniklo ze stejnojmenného dětského pěveckého sboru, založeného v roce 1996 v Gymnáziu a Hudební škole hlavního města Prahy, ZUŠ. V současné době studio tvoří čtyři samostatné sbory, v nichž zpívá přes 250 dětí a mladých dospělých: dvě přípravná oddělení – Zvonítka, Zvonečky, koncertní sbor  Zvonky – Praha a komorní sbor „Abbellimento“ – česky hudební ozdoba. V přípravných odděleních (Zvonítka, Zvonečky) pracuje studio s dětmi od čtyř do dvanácti let, z nichž ty nejlepší se mohou ucházet o členství v koncertním sboru.
Sbor od jeho založení vede sbormistryně Jarmila Novenková, od roku 2016 je její asistentkou Veronika Pudlovská. Na koncertech a vystoupeních s ní spolupracovala řada významných umělců (mj. Petr Eben, Lukáš Klánský, Ivan Kusnjer, Josef Kšica, Přemysl Kšica, Michal Novenko, Jakub Mayer, Magdalena Mašlaňová, Jakub Fišer a další). Mezi významné korepetitory se řadí Marta Němcová, Martin Fišl, Simona Adamčová-Costantini, Daniela Lange-Kadlecová, Jakub Janšta, Adéla Donovalová a Kristýna Donovalová.      
Sborové studio si v průběhu let získalo věhlas doma i v zahraničí (řada ocenění na národních i mezinárodních soutěžích a festivalech – mj. Slovensko, Itálie, Francie, Belgie, Anglie, Polsko, Německo, Rakousko, USA, Kanada, Japonsko, Čína). Studio dosud natočilo a vydalo deset CD a spolupracovalo na řadě dalších projektů (reklamní spoty, dětské programy, účast v divadelním představení, adventní koncert ČT, účinkování v seriálu Gympl TV NOVA apod.). Repertoár i způsob práce vychází z klasických českých sborových tradic, je postaven především na klasické hudbě, úpravách lidových písní a dílech současných českých skladatelů (Petr Eben, Ilja Hurník, Otmar Mácha, Zdeněk Lukáš, Miroslav Raichl, Jiří Laburda, Jiří Teml, Zdeněk Šesták a další).

## Historie
1996  září - první zkoušky sboru, 11 dětí. Sborový zpěv se stává součástí výuky hudební nauky pří Hudební škole hl. m. Prahy. Prosinec - první koncert sboru Zvoneček 
1997  Zakládající sbor se dělí na dva ročníky
1998  Zlaté pásmo v soutěži dětských pěveckých sborů Letenská vonička
1999  Hostování dětského pěveckého sboru „Les Mirabelles“ z Nancy, Francie
2000  První zájezd do zahraničí: Zvoneček se účastní 11. mezinárodního festivalu pěveckých sborů (Nancy, Francie), celkem 8 koncertů včetně koncertu v Radě Evropy ve Štrasburku. První vánoční koncert v pražském Rudolfinu.
2001  Mezinárodní soutěž „4 IN... CANTO SUL GARDA“ v Riva del Garda, Itálie.  Sbor získává zlatý diplom v oblasti tradičního a lidového zpěvu a stříbrný v kategorii duchovní hudby. Zvláštní cena poroty pro sbormistryni Jarmilu Novenkovou za vynikající výsledky jejího pedagogického působení.
2002  50th European Music Festival for Young People, Neerpelt, Belgie. 1. cena v kategorii výběrových dětských sborů.
2003  Zájezd do Anglie a Francie. Koncerty v katedrále v Canterbury a Winchesteru, v koncertních síních v Londýně a francouzském Nancy. Stříbrné pásmo na XIII. mezinárodním festivalu adventní hudby. Cena Petra Ebena.
2004  Účast na mezinárodním festivalu Rhapsody! Mezinárodní soutěž v Gradu, Itálie - dva zlaté diplomy. Celostátní soutěž dětských sborů v Novém Jičíně: zlaté pásmo a zvláštní ocenění za interpretaci lidové písně.
2005  Festival Mladá Smetanova Litomyšl. První zkoušky komorního sboru vznikajícího z nejzkušenějších zpěvaček koncertního sboru.
2006  Les Mirabelles (dětský sbor z Nancy, Francie) hostuje v Praze. Na závěrečném koncertě hostuje litevský sbor Dagilelis. Komorní sbor přijímá název Abbellimento. Zahraniční turné po Anglii a Francii: devět samostatných koncertů, účast na dvou festivalech. Krakow 2006 - Projekt Mosty mezi městy: koncertní sbor reprezentuje hlavní město Prahu.
2007 Mezinárodní soutěž Svátky písní Olomouc: koncertní sbor Zvonky – Praha absolutním vítězem 35. ročníku  Vystoupení v rámci koncertu Harlem Gospel Choir ve Státní opeře.
2008 Soutěž Venezia in Musica – dvě zlaté medaile a vítězství v duchovní kategorii. Koncert v rámci 12. ročníku mezinárodního festivalu Nekonvenční žižkovský podzim (přímý přenos Českým rozhlasem).
2009  Zvonky – Praha zpívají v Aachen (SRN) u příležitosti předávání ceny Karla Velikého. Koncertní turné v USA a Kanadě, celkem 12 koncertů a vystoupení. Sbormistryně prof. Jarmila Novenková zapsána do Knihy cti Městské části Praha 3. Účast v představení Gogolovy Ženitby v Divadle na Vinohradech.
2010  Mezinárodní soutěž Slovakia Cantat:  Tři zlatá a stříbrné pásmo a vítězství v kategorii lidové písně s instrumentálním doprovodem. Vystoupení v rámci 3. adventního koncertu ČT1 v Loretě.
2011 Mezinárodní soutěž 1st World Choir Championships a 2nd Grand Prix, Graz, Rakousko. Tři zlaté medaile, vítězství v kategorii mladých ženských sborů a dvě ceny Grand Prix. Oficiálně je Abbellimento nejúspěšnějším sborem těchto soutěží. 
Mezinárodní soutěž Praga Cantat – komorní sbor Abbellimento vítězí v kategorii mladých sborů a získává zlatou medaili.
2012 Zájezd do USA - festival Serenade! (Washington, D.C.), účast na 7th  World Choir Games, Cincinnati, OH. Dvě zlaté medaile a stříbro.   Festival duchovní hudby s cenou Jiřího Koláře ve Žďáru nad Sázavou, cena Jiřího Koláře.
Koncert k 90. narozeninám Ilji Hurníka, Rudolfinum. Natáčení TV seriálu Gympl.
2013 Koncert z cyklu Pocta tvůrcům pro Jana Málka. Prof. Novenková získává národní sbormistrovskou cenu Františka Lýska za rok 2012. Zájezd do Aachen, SRN. Společně s Aachener Domchor dostal sbor Zvonky – Praha Cenu Karla IV.  European Choir Games  Graz, Rakousko - tři zlaté medaile a vítězství v kategorii současné hudby. 
2014  Mezinárodní soutěž International Eisteddfodd Llangollen, UK. Zvonky - Praha získávají v kategorii starších dětských sborů 2. místo, Abbellimento v kategorii mladých sborů 1. místo.  Koncert s japonským sborem Kanagawa Prefectural Yaei High School.
2015  Koncerty z cyklu Pocta tvůrcům: Jan Hanuš, Jiří Teml, Zdeněk Šesták. Mezinárodní soutěž Grand Prix of Nations – Magdeburg. Zvonky dvě zlaté medaile, Abbellimento zlatá medaile. 
2016 Soutěž Iuventus in Praga Cantat: Zvonky i Abbellimento získávají zlato, Abbellimento laureátem soutěže. Slavnostní závěrečný koncert ke 20. výročí založení sborového studia – Rudolfinum.  Zájezd do Japonska: 32nd Takarazuka International Chamber Chorus Contest a International Choral Meeting Japan 2016, Tokyo. Dvě stříbrné medaile 
2017  6th Anton Bruckner International Competition and Festival, Linz, Rakousko. Tři zlaté medaile a zvláštní cena poroty. Česká televize natáčí dokument o sborovém studiu pro pořad Terra Musica. 
2018 Mezinárodní soutěž a festival 6th Per Musicam ad Astra, Toruń 2018, Polsko. Tři zlaté medaile, dvě vítězství v kategoriích, zvláštní cena poroty, cena Grand Prix (laureát festivalu).  32. mezinárodní festival adventní a vánoční hudby s cenou Petra Ebena. Dvě zlaté medaile, Abbellimento získalo Cenu Petra Ebena, zvláštní cenu poroty za hlasovou kulturu a Cenu Grand Prix (laureát festivalu).
2019  Zájezd do Číny – Harbin Festival of Music a 6th International Choral Festival, Jinan, ČLR. Celkem 8 koncertů a vystoupení včetně koncertu na velvyslanectví ČR v Pekingu a v Petrof Gallery v Xianu. Koncert v pražské bazilice sv. Jakuba v rámci svatojakubského festivalu (Zvonky)
2020 Koncert v rámci festivalu Pražské hudební večery (Profesní dům)

## Oddělení sboru
Sbor má čtyři oddělení podle věku členů.

### Zvonítka
Přípravný sbor Zvonítka pracuje s dětmi od čtyř let. Zvonítka zpívají jednohlasé písničky, umělé i lidové, zpracované našimi nejlepšími skladateli,  s doprovodem klavíru a Orffových nástrojů.

### Zvonečky
Starší přípravný sbor Zvonečky navštěvují děti zhruba od osmi let. Zvonečky zpívají náročnější jednohlasé až tříhlasé skladby a kromě lidových a umělých písniček začínají i s repertoárem duchovních skladeb s varhanním doprovodem.

### Zvonky
V koncertním sboru Zvonky – Praha zpívají děti od 10 – 11 let. Koncertní sbor zpívá nejen klasickou, staletími prověřenou hudbu, ale také vícehlasá díla současných skladatelů. Vedle klavírních a varhanních doprovodů využíváme i další nástroje: flétnu, housle, violoncello, klarinet, bicí atd. Sbor pořádá samostatné koncerty, každoročně vyjíždí na zahraniční soutěže a festivaly a je zván na vystoupení k slavnostním příležitostem.

### Abbellimento
Dívčí komorní sbor Abbellimento je tvořen nejzkušenějšími zpěvačkami koncertního sboru zhruba ve věku od patnácti let.  Komorní sbor má v repertoáru nejnáročnější sborovou tvorbu různých žánrů včetně duchovní hudby, zpívá z velké části a capella. Podobně jako koncertní sbor se účastní zahraničních soutěží a festivalů.

## Sdružení Zvoneček – Praha z.s.
Sdružení Zvoneček – Praha, z.s. je neziskovou organizací, která zajišťuje veškeré zázemí pro činnost sborového studia Zvoneček – Praha a financování jeho aktivit. Dlouhodobě se snaží uměleckou činnost udržet na špičkové úrovni a nabízet hudební vzdělání dostupné pro všechny talentované děti a mladé lidi se zájmem o hudbu a sborový zpěv. Kromě příspěvků od rodičů je finančně podporováno z veřejných zdrojů (granty, dotace) a dárcovství firem i jednotlivců.

## Diskografie
Sborové studio Zvoneček – Praha natočilo za dobu své existence celkem 10 CD:
- Vánoční Gloria (2000)
- První zvonění (2000)
- Dej, ať se tak stane, jak zpíváme (2002)
- Ó, milé dítky (2003)
- Krásná moja milá (2005)
- Přišli jsme k vám na koledu (2006)
- Vánoce se Zvonečkem (2009)
- Proč bychom se netěšili (2010)
- Pacholátku malému (2016)
- Hraj, muziko, hraj (2017)